# Jarocin
Pour les articles homonymes, voir Jarocin (homonymie).
Jarocin (prononciation : /jaˈrɔt͡ɕin/ ; anciennement nommé Kesselberg et Jarotschin en allemand) est une ville de la voïvodie de Grande-Pologne et du powiat de Jarocin.
Elle est située à environ 63 km au sud-est de Poznań, capitale de la voïvodie de Grande-Pologne.
Elle est le siège administratif de la gmina de Jarocin et du powiat de Jarocin.
Elle s'étend sur 16,23 km2.

## Géographie

Plan de la ville.

La ville de Jarocin est située au centre de la voïvodie de Grande-Pologne, dans un paysage très rural où l'agriculture domine.

La ville s'étend sur 16,23 km2.
Jarocin est localisée à environ 63 km au sud-est de Poznań, la capitale régionale.

## Histoire
Jarocin a été annexée par le Royaume de Prusse en 1793 lors de la deuxième partition de la Pologne et ensuite administrée comme faisant partie de la Prusse du Sud. Elle a fait partie du duché de Varsovie (1807-1813) pendant les guerres napoléoniennes, mais immédiatement rendue à la Prusse par la suite et intégré à l'arrondissement de Pleschen (de) puis à partir de 1887, à l'arrondissement de Jarotschin dans le district de Posen au sein de la province de Posnanie. La ville revient à la république populaire de Pologne en 1945. De 1975 à 1998, la ville faisait partie du territoire de la voïvodie de Kalisz. Depuis 1999, la ville fait partie du territoire de la voïvodie de Grande-Pologne.

## Monuments
- l'hôtel de ville, construit entre les années 1799 et 1804 ;
- l'église paroissiale saint Martin, construite en 1610 ;
- le château de Jarocin et son parc, qui a appartenu au prince von Radolin ;
- l'église en ruines du saint Esprit, construite en 1516 et en ruines depuis 1856 ;
- l'église évangélique saint Georges, construite en 1843 ;
- l'église paroissiale du Christ Roi, construite en 1930.

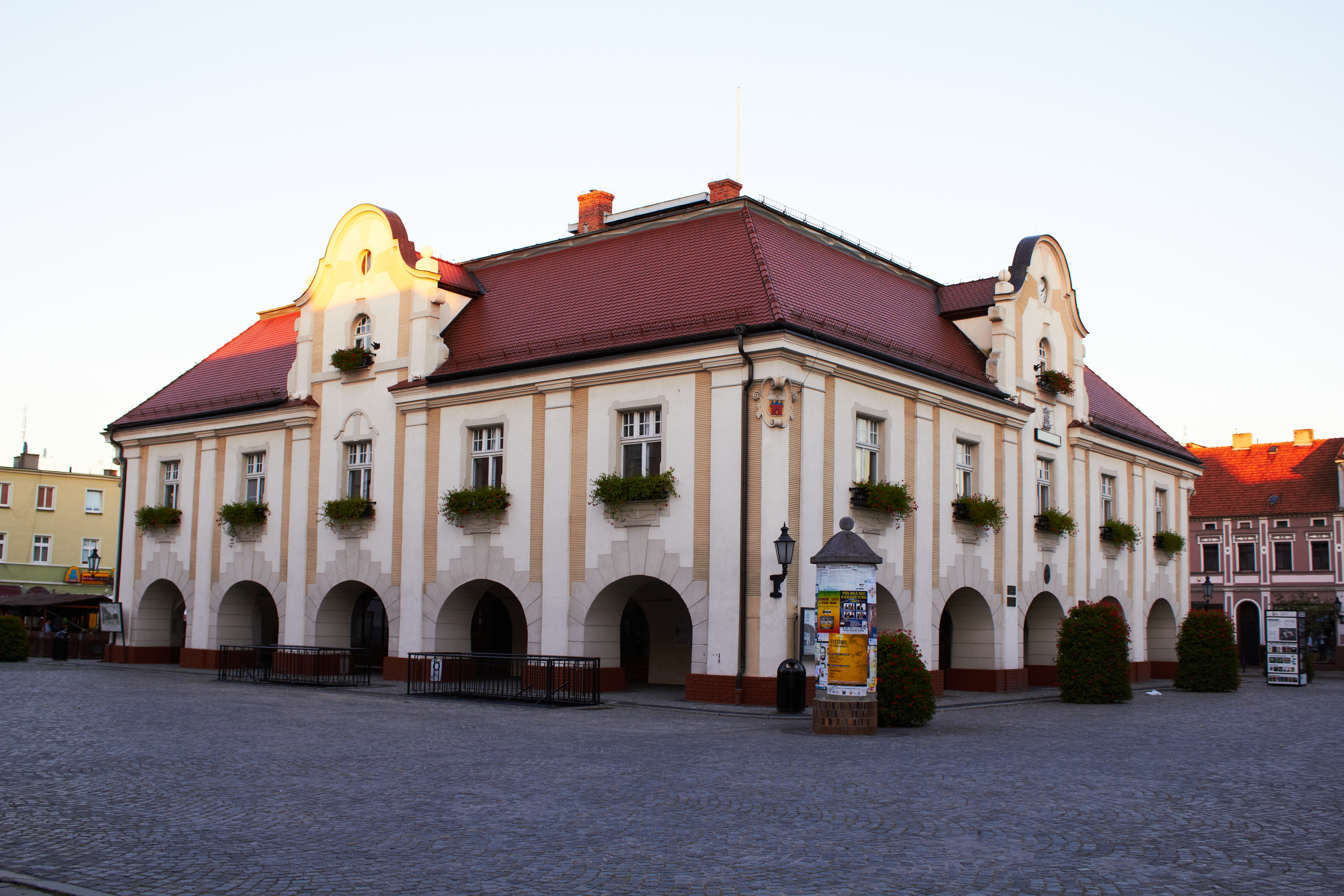
L'hôtel de ville.
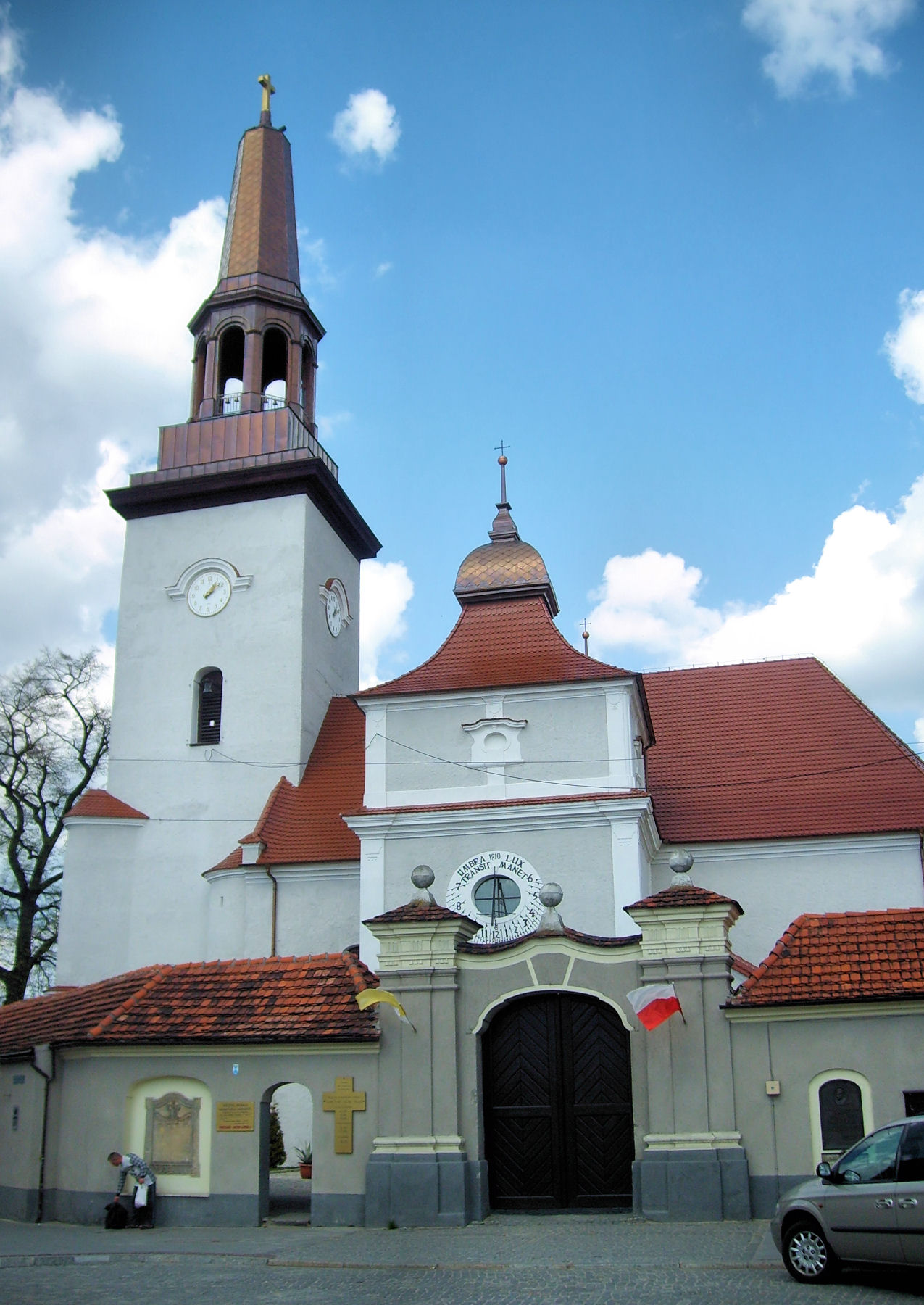
L'église saint Martin (vue extérieure).
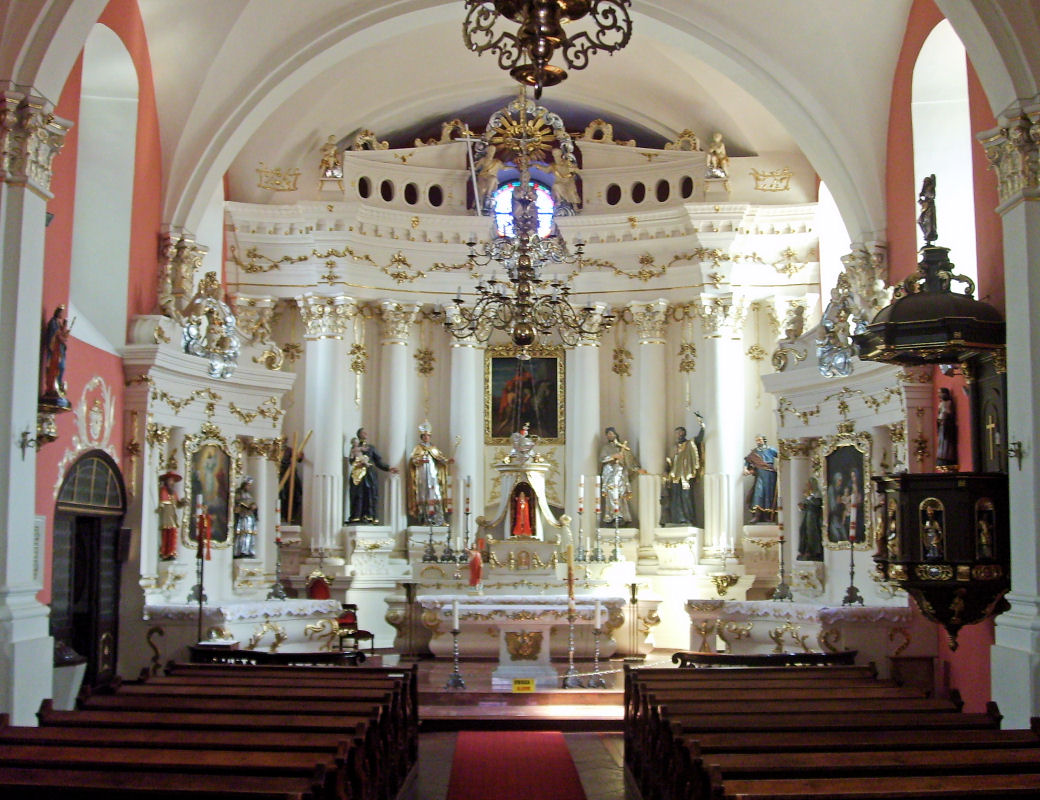
Vue intérieure de l'église saint Martin.
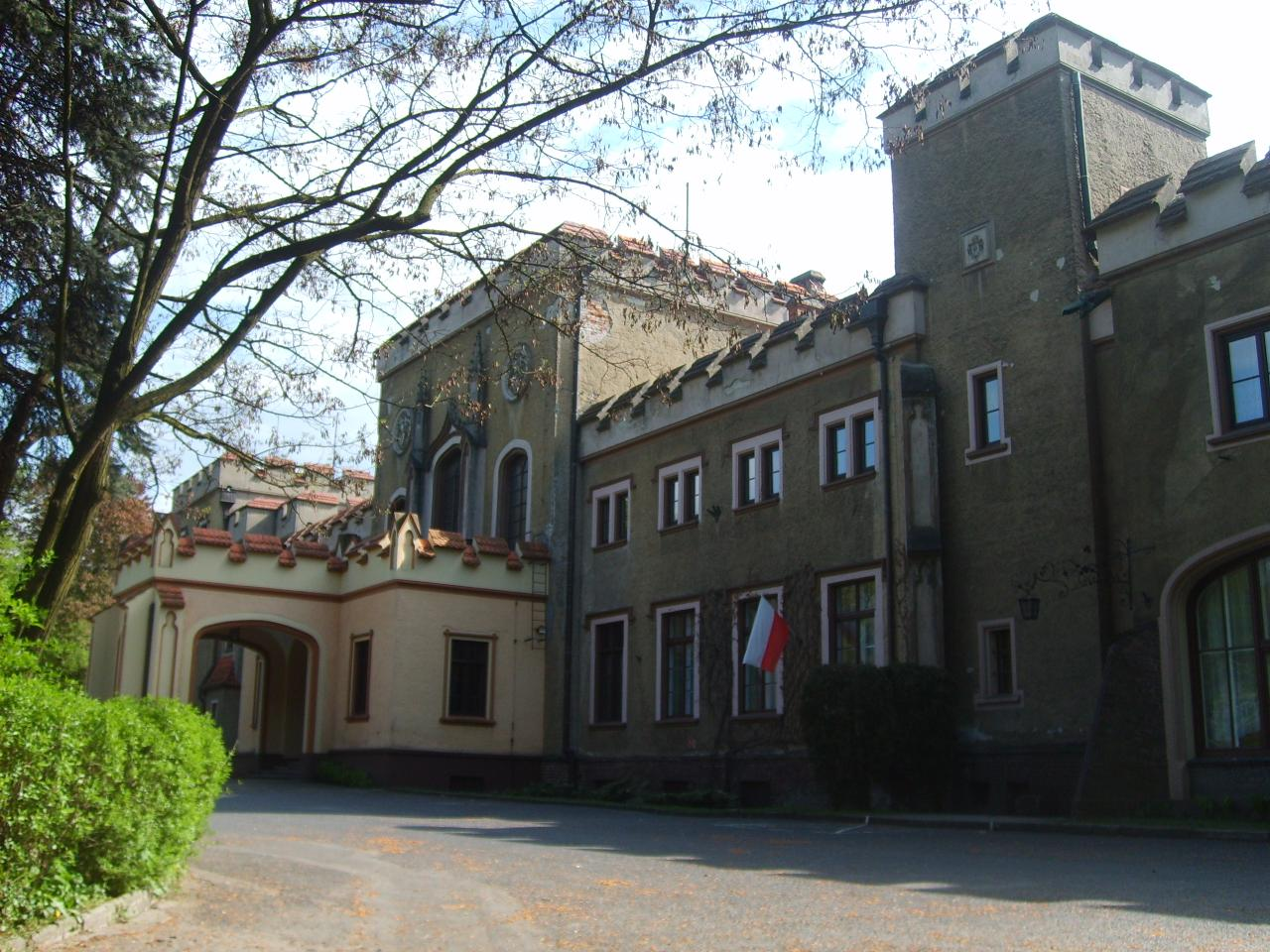
Le château.
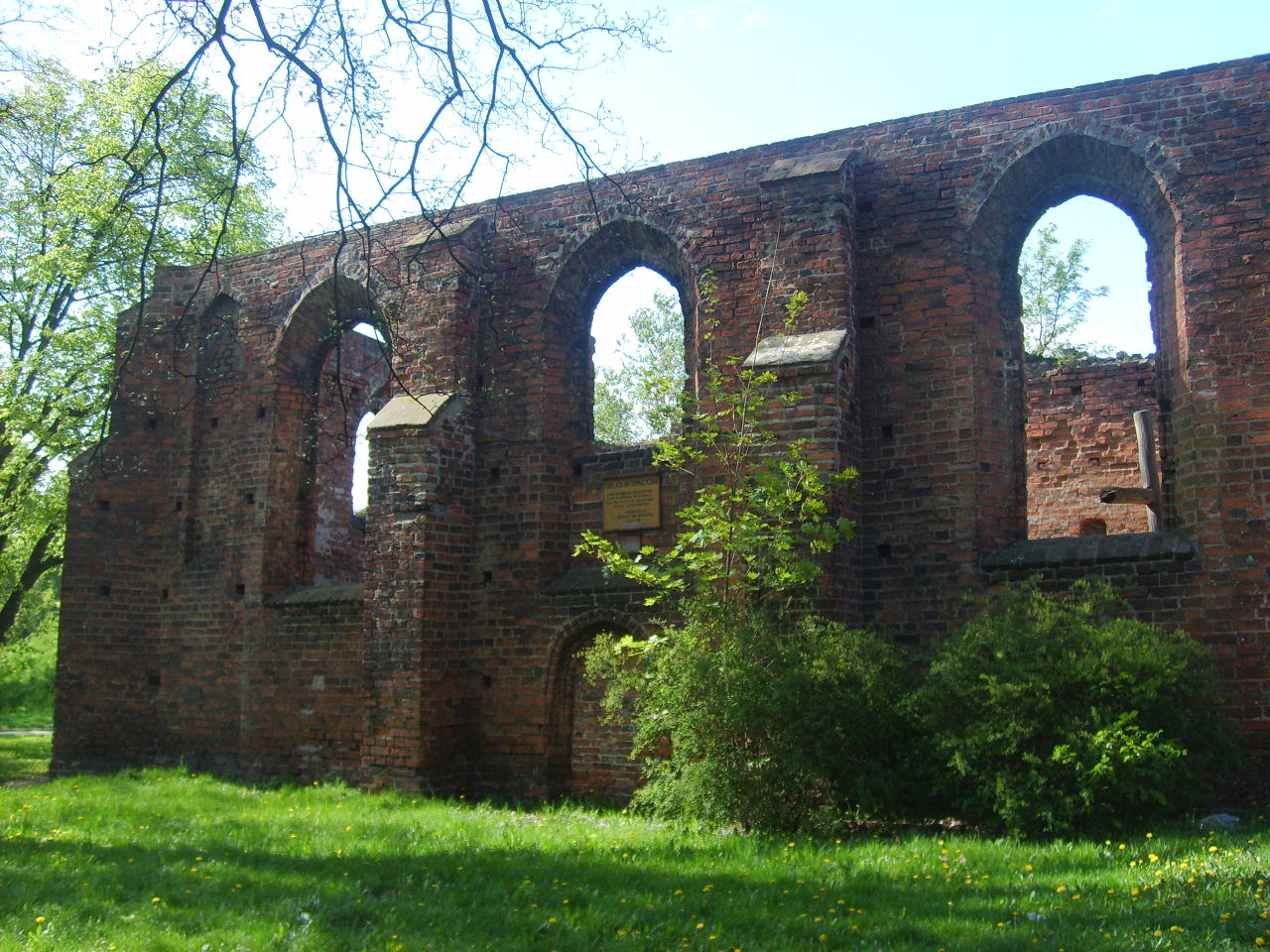
L'église en ruines du saint Esprit.
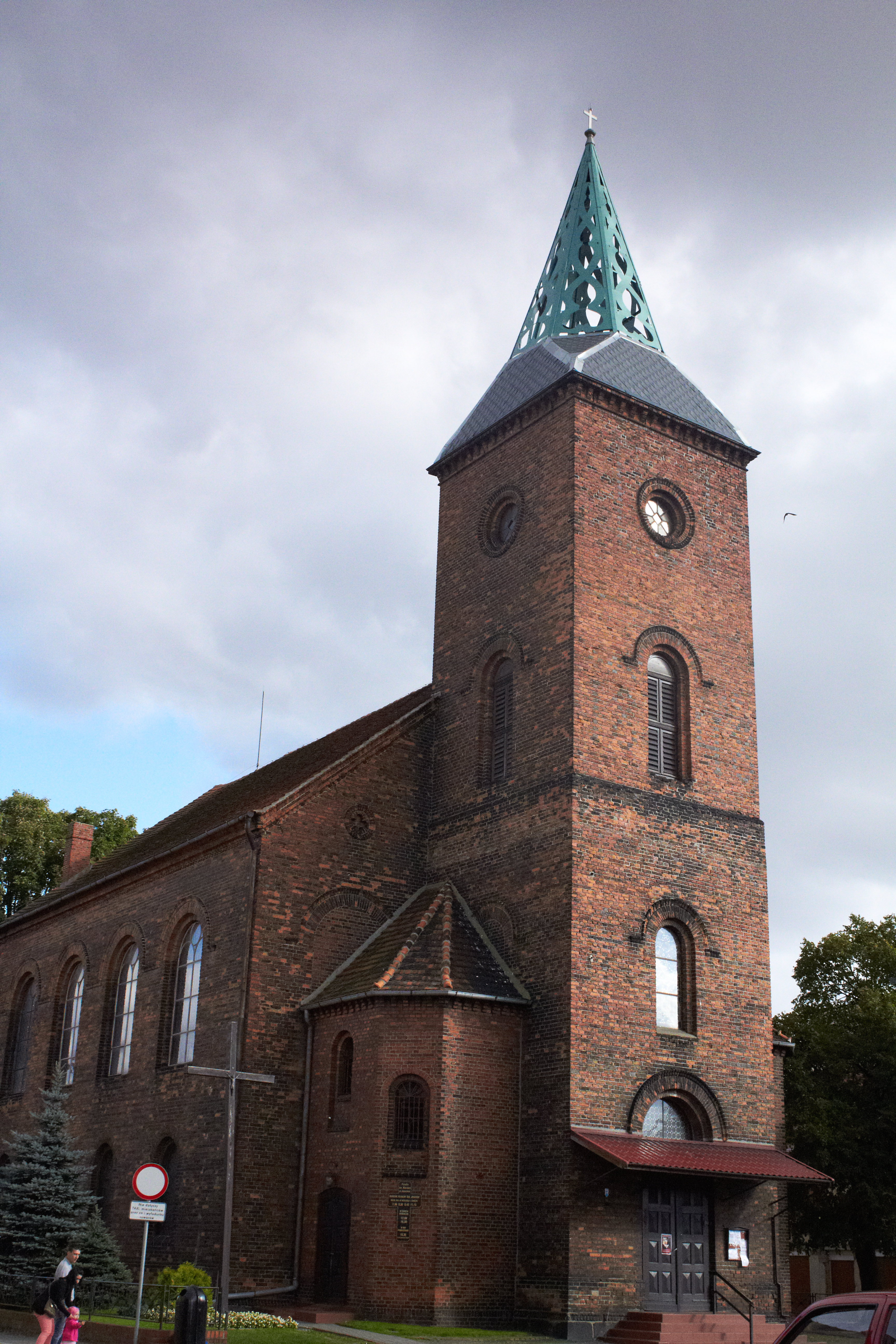
L'église évangélique saint Georges.
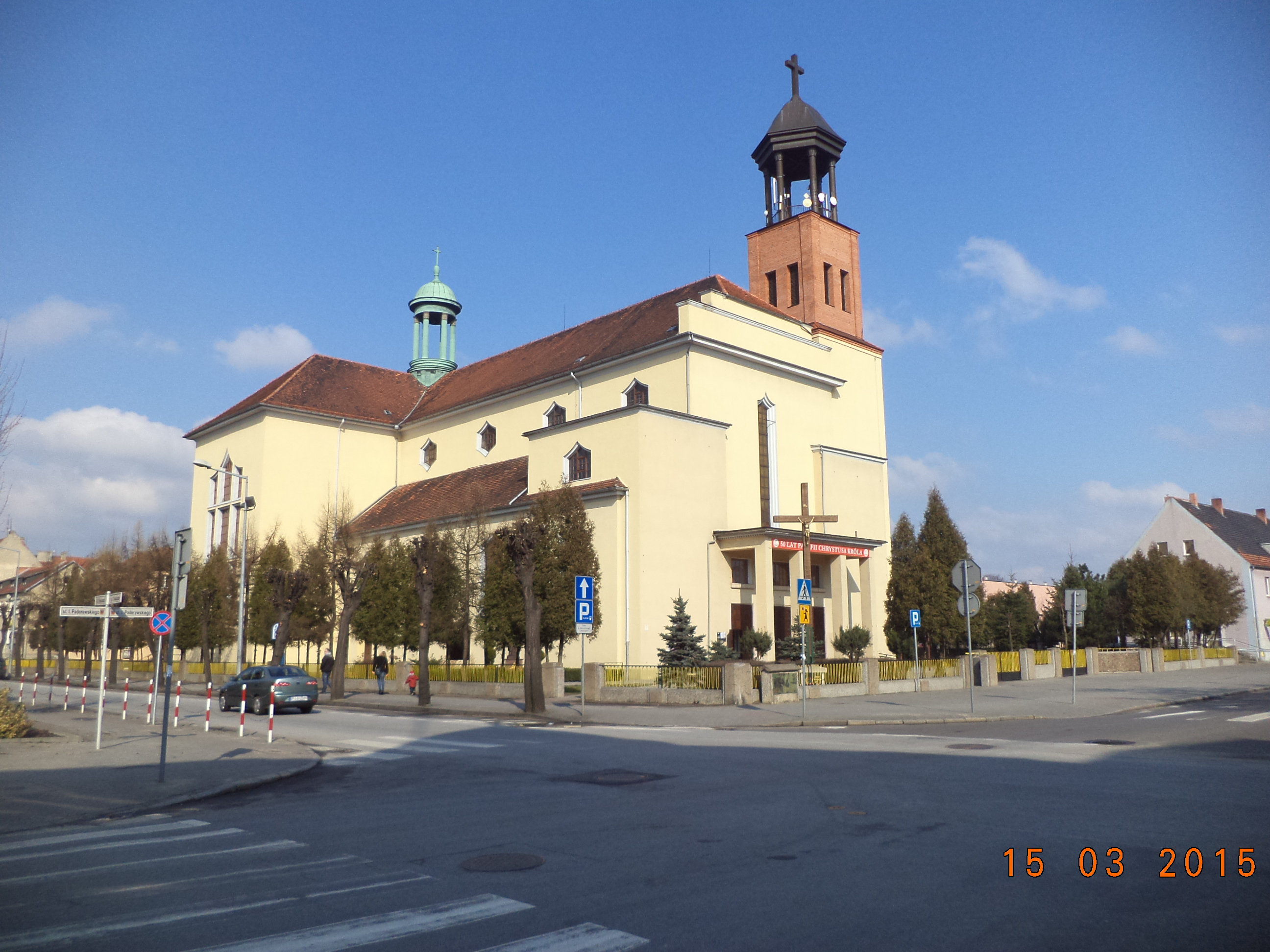
L'église du Christ Roi.

## Voies de communication
Jarocin est un important centre routier : la ville est traversée par les routes nationales polonaise 15 (de) (qui relie Trzebnica à Ostróda), 12 (de) (qui relie Łęknica à Dorohusk) et 11 (qui relie Kołobrzeg à Bytom), ainsi que par la route voïvodale 443 (de) (qui relie Jarocin à Tuliszków). Il est par ailleurs prévu que la voie rapide S11 (qui reprend le tracé de la route nationale n°11) dévie la ville par l'Est. Les travaux du premier tronçon de cette déviation ont commencé en 2015.

La ville est également un important centre ferroviaire : les lignes ferroviaires polonaises no 272 Kluczbork - Poznań Główny, no 281 Oleśnica - Chojnice et no 360 Jarocin - Leszno passent par la ville.

## Jumelages
- Libercourt (France)
- Veldhoven (Pays-Bas)
- Hatvan (Hongrie)
- Schlüchtern (Allemagne)
- Oleksandriïa (Ukraine)
- Korkuteli (Turquie)

## Personnalités liées à la ville
- Hugo von Radolin (1841-1917), diplomate
- Elisabeth Schwarzkopf (1915-2006), cantatrice, faite « Dame Commander of the Most Excellent Order of the British Empire » (DBE) par la reine Elisabeth II en 1992